# Kreisgericht Querfurt (Preußen)
Das Kreisgericht Querfurt war von 1849 bis 1879 ein preußisches Kreisgericht mit Sitz in Querfurt. 

## Geschichte
Die „Verordnung über die Aufhebung der Privatgerichtsbarkeit und des eximierten Gerichtsstandes sowie über die anderweitige Organisation der Gerichte“ vom 2. Januar 1849 hob dann auch die Patrimonialgerichtsbarkeit auf. Gleichzeitig wurde das Appellationsgericht Naumburg geschaffen, dem Kreisgerichte, darunter das Kreisgericht Querfurt zugeordnet waren. Sein Sprengel umfasste:
| Sprengel | Gerichtseingesessene 1849 |
| --- | ------------------------- |
| Kreis Merseburg ohne die Teile, die den Kreisgerichten Weißenfels, Naumburg, Merseburg und Eisleben zugeordnet waren | 32.312                    |
| Ein Teil des Mansfelder Seekreises                                                                                   | 04.400                    |
| Summe | 36.752                    |

Gerichtskommissionen wurden in Mücheln und Nebra eingerichtet.
Mit den Reichsjustizgesetzen wurden die Gerichte im Deutschen Reich vereinheitlicht. Das Kreisgericht Querfurt wurde 1879 aufgehoben. Neu eingerichtet wurde nun das Amtsgericht Querfurt im Bezirk des Landgerichtes Halle.

## Gerichtskommission Nebra
Die Gerichtskommission Nebra war für die Stadt Nebra und die Orte Altenroda mit Gasthof zum weißen Schwan, Birkigt, Burgscheidungen mit der Marchacher Flur, Carsdorf, Großwangen, Golzen, Kleinwangen, Kirchscheidungen, Vorstadt Nebra, (Ober-)Thal-Winkel, Reinsdorf mit Busch- und Grabenmühle, Trebsdorf, Vitzenburg mit Kleinzingst und Birschenschäferei, Wippach, Wetzendorf, Wennungen und Zingst zuständig. Dieser Sprengel umfasste 1849 6.335 Gerichtseingesessene. 1879 wurde die Gerichtskommission aufgehoben und das Amtsgericht Nebra gebildet.

## Gerichtskommission Mücheln
Die Gerichtskommission Mücheln war für die Stadt Mücheln und die Orte Albersroda, Baumersroda, Branderoda, Calzendorf, Crumpa, Cämmeritz, Eptingen, Gehüfte mit Obersorge, Gleina mit Lohschäferei, Lützendorf, Sankt Müchelen, Möckerling, Oechlitz, Stöbnitz, Schmirma, Schnellroda, Sankt Ullich, Wenden, Zorbau und Zöbigker zuständig. Dieser Sprengel umfasste 1849 6.080 Gerichtseingesessene. 1879 wurde die Gerichtskommission aufgehoben und das Amtsgericht Mücheln gebildet.